# Вейфгейзен
Вейфгейзен (нід. Vijfhuizen) — село в нідерландській провінції Північна Голландія. Входить до муніципалітету Гарлеммермер.
Його площа — 12,31 км², а населення станом на 2021 рік становило 4840 осіб.

## Галерея

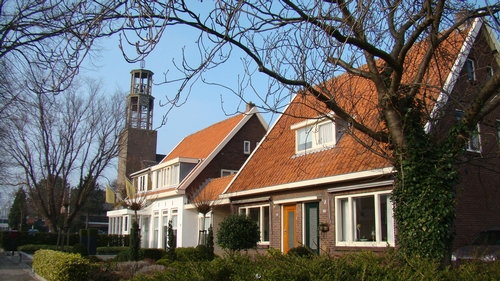
Сільська вулиця
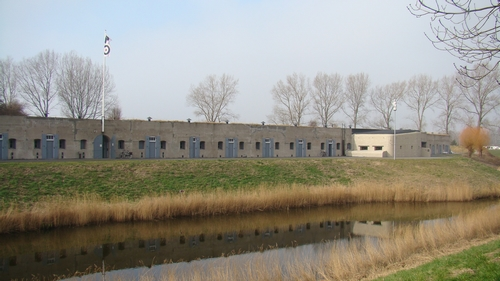
Форт Вейфгейзен
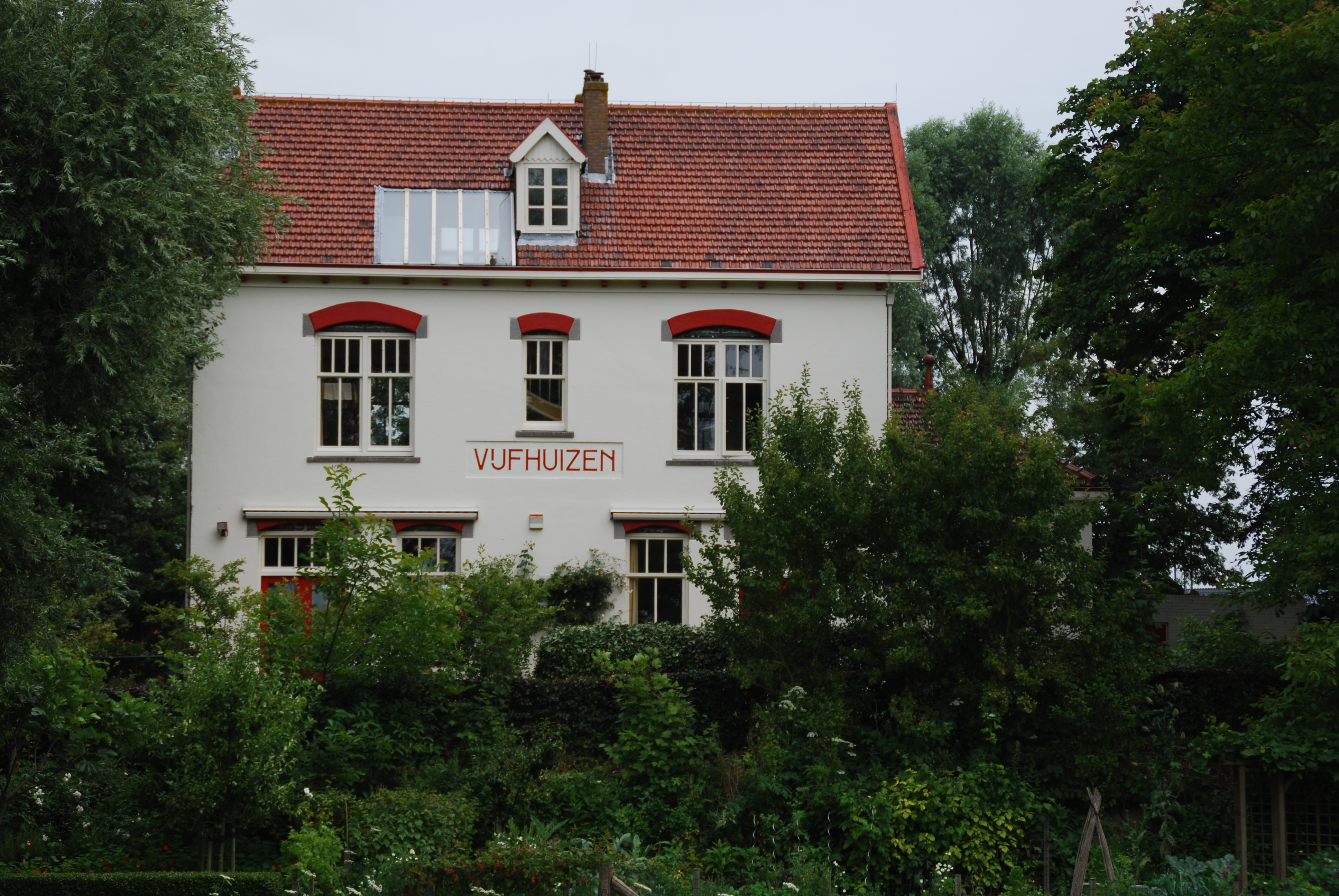
Залізнична станція Вейфгейзен